# Stepanivka, Kaluș
Stepanivka (în ucraineană Степанівка) este un sat în comuna Zavadka din raionul Kaluș, regiunea Ivano-Frankivsk, Ucraina.

## Demografie
Componența lingvistică a localității Stepanivka
     Ucraineană (98,74%)
     Rusă (1,26%)
Conform recensământului din 2001, majoritatea populației localității Stepanivka era vorbitoare de ucraineană (98,74%), existând în minoritate și vorbitori de rusă (1,26%).